# 大友氏遺跡
大友氏遺跡（おおともしいせき）は、大分県大分市顕徳町一帯にあった大友氏館（大友館）を中心とする中世の遺跡。2001年（平成13年）8月13日に「大友氏館跡」（おおともしやかたあと）として国の指定史跡に指定された後、累次追加指定が行われており、2005年（平成17年）3月2日に旧万寿寺跡地区が追加された際に名称が「大友氏遺跡」に改められた。2014年（平成26年）10月6日には上原館跡の一画が、また、2015年（平成27年）10月7日には推定御蔵場跡が追加指定されている。

## 概要
中世に豊後国守護となった大友氏の大友氏泰は、現在の大分市市街地の東部、当時大分川の河口であった付近（現在の大分市顕徳町）に館を構え、この館を中心とする大友氏の城下町は府内と呼ばれた。中世の府内は東西約0.7キロメートル、南北約2.2キロメートルに及び、その中心となる大友氏館は一辺約200メートルの四辺形で、典型的な守護館であったと推定されている。
最盛期にはほぼ九州一円を支配した大友宗麟はキリスト教を保護し、明との貿易や南蛮貿易を行った。戦国時代の府内は、大友氏の城下町として、また、外国との貿易港として栄え、1557年（弘治3年）には日本で初めての西洋式の病院が開設され、1580年（天正8年）にはコレジオ（神学院）が設置されるなど、南蛮文化が花開いた。しかし、ルイス・フロイスの『日本史』によれば、府内は1586年（天正14年）の島津家久の侵攻の際に焼き討ちに遭い、壊滅したとされる。
かつては、大友氏の居館は本遺跡の南側の上野丘陵に位置する上原館であったと考えられてきたが、1990年代後半から行われている発掘調査によって、その北側の平地に位置する大友氏館の存在が明らかになった。この発掘調査では、15世紀から16世紀にかけての庭園遺構や整地層、掘立柱建物跡等が発見され、大型の建物の存在が推定されている。また、周囲からは明との貿易や南蛮貿易によってもたらされた華南や東南アジアの多数の陶磁器や、キリシタンの遺物であるコンタツ（ロザリオ）やメダイ（メダル）が出土している。出土した陶磁器の多くには、炎熱の痕が認められ、大友氏館周辺が焼き払われたことを物語っている。
大分市では大友氏館跡について、2019年（令和元年）度までに庭園を、また、2029年（令和11年）度を目途に館の中核施設（主殿）を復元するなど、歴史公園として整備する方針である。このうち庭園の公開は2020年（令和2年）4月を予定している。

## 旧万寿寺跡
万寿寺は、1306年（徳治元年）に大友貞親によって建立された大友氏の菩提寺で、大友氏館の南東（現在の大分市元町）に位置していた。禅宗様の伽藍配置を持ち、門前に五重塔が建立されていたと伝えられている。室町時代には十刹に数えられるなど、高い寺格を持つ寺であった。この寺も大友氏館と同様に1586年（天正14年）の島津氏侵攻の際に焼失したとされる。現在の万寿寺は1631年（寛永8年）に北方約500メートルの金池町に移転し、再興されたものである。
旧万寿寺の遺構からは、「紅地金襴手宝相華文碗」（こうじきんらんでほうそうげもんわん、国内初出土）や「褐釉陶器水注」（かつゆうとうきすいちゅう、国内で2例目の出土）といった貴重な陶磁器等が発掘されている。

## 上原館

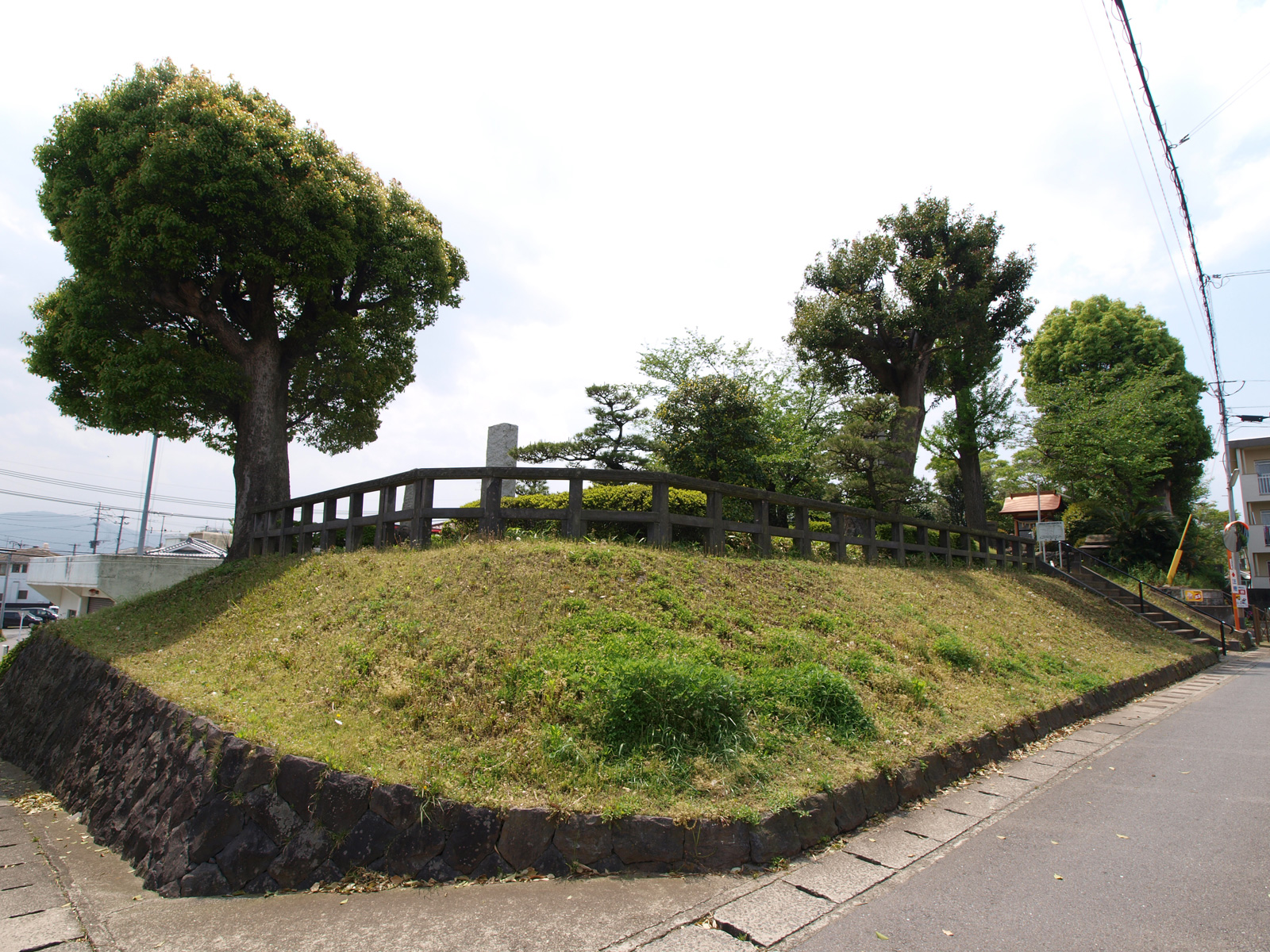
上原館土塁跡

上野丘陵の北部にあった館で、館跡は東西130メートル、南北156メートル。現在は土塁や堀の跡が残っている。1597年（慶長2年）に福原直高（長堯）が府内城を築いた際に廃されたとされる。

## 展示施設

### 南蛮BVNGO交流館
大友氏遺跡からの出土品の展示等を行う施設。大分市元町にあった大友氏遺跡体験学習館を移転、リニューアルして、2018年（平成30年）10月1日に開館。
- 所在地：大分市顕徳町三丁目2番45号
- 開館時間：9:00-17:00（入場は16:30まで）
- 休館日：
  - 毎週月曜日（ただし、第1月曜日・祝日は開館し翌日休館）
  - 年末年始（12月28日-1月4日）
- 入館料：無料[11]

### 大分県立埋蔵文化財センター

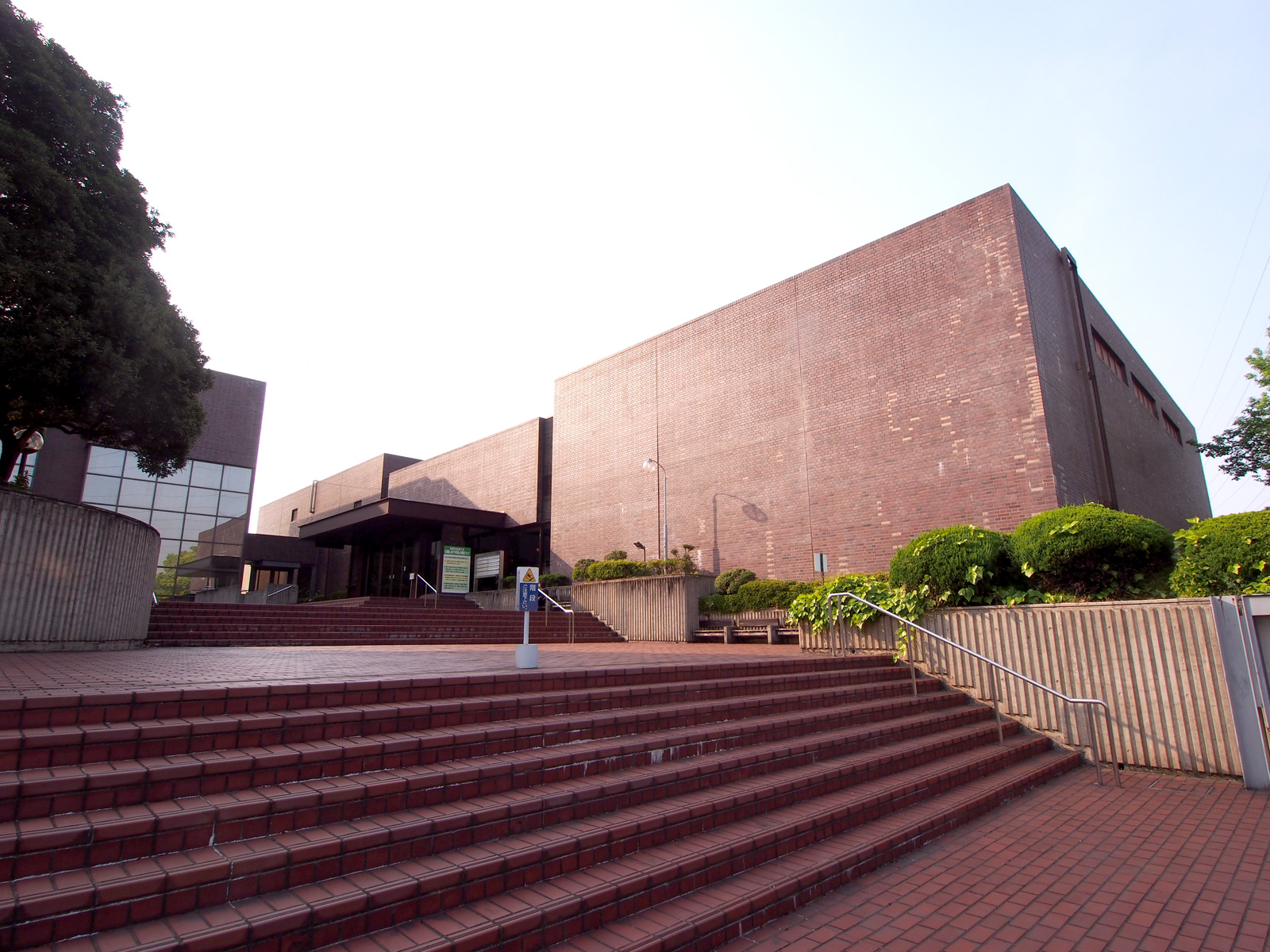
大分県立埋蔵文化財センター
（画像は大分県立芸術会館時代のもの）

2017年（平成29年）4月に大分市牧緑町の旧大分県立芸術会館跡に移転し、新たに大友氏遺跡の出土物等を展示する「BVNGO（ぶんご）大友資料館」が設けられた。

## 大友氏館を舞台とした作品
- 赤神諒『大友二階崩れ』（日本経済新聞出版社、2018年2月21日）ISBN 978-4532171469